# Võ kinh thất thư
Vũ kinh thất thư (tiếng Trung: 武經七書; bính âm: Wǔjīngqīshū; Wade–Giles: Wu ching ch'i shu) là tập hợp 7 bộ binh pháp danh tiếng của Trung Quốc cổ đại. Đây được coi là các tác phẩm tiêu biểu nhất cho quân sự Trung Quốc cổ đại, chúng được chính thức tập hợp lần đầu vào thời nhà Tống và kể từ đó hầu như luôn được giới thiệu trong các bộ bách khoa thư về quân sự. Bảy tác phẩm trong Vũ kinh thất thư bao gồm:
- Lục Thao (六韬) của Khương Tử Nha đời nhà Chu

- Tư Mã pháp (司马法) của Tư Mã Nhương Thư đời Xuân Thu

- Tôn Tử binh pháp (孙子兵法) của Tôn Vũ đời Xuân Thu

- Ngô Tử (吴子) của Ngô Khởi đời Chiến Quốc

- Úy Liêu Tử (尉缭子) của Úy Liêu đời Chiến Quốc

- Tam lược (三略) của Hoàng Thạch Công nhưng được cho là sáng tác cuối đời Tây Hán

- Đường Thái Tông Lý Vệ công vấn đối (唐太宗李卫公问对) của Vệ Cảnh Vũ công Lý Tĩnh đời nhà Đường.

## Lịch sử
Vào thế kỷ XI đời nhà Tống, vua Tống Thần Tông đã cho ra lệnh tập hợp bộ "Vũ kinh thất thư" vào năm 1080, bắt đầu từ đó 7 tác phẩm này được đưa vào hầu hết các bộ bách khoa thư về quân sự. Đây là các tài liệu kinh điển mà quan võ Trung Quốc thời phong kiến phải nghiên cứu bên cạnh các tác phẩm Nho giáo. Trong cuộc nội chiến Trung Quốc, các Đảng viên của Đảng Cộng sản Trung Quốc cũng nghiên cứu những tài liệu này, Vũ kinh thất thư còn được nhiều học giả quân sự của châu Âu và Hoa Kỳ tìm hiểu.
Vũ (võ) kinh thất thư, được tập hợp thành sách vào thời Bắc Tống, gồm 25 quyển và được lựa chọn từ hơn 340 bộ binh thư cổ đại đang được lưu truyền tại thời kỳ đó. Đây là một tổng tập về binh pháp quan phương của triều đình Bắc Tống, cũng là bộ sách giáo khoa quân sự đầu tiên của Trung Quốc thời cổ. Triều đình Bắc Tống biên soạn và ban hành nhằm phục vụ cho nhu cầu quân sự và quốc phòng đương thời. Sau thời Tống Nhân Tông, vào năm Hi Ninh thứ 5 (1072), Tống Thần Tông đã lập lại "Võ học" (trường học quân sự), Vũ kinh thất thư đã trở thành giáo trình của trường học này. Vào niên hiệu Nguyên Phong thứ 3 (1080), Tống Thần Tông ra lệnh cho quan Tư nghiệp Quốc Tử giám (trường học cao cấp nhất thời bấy giờ) là Chu Phục tiến hành tổ chức thu thập, hiệu đính, xuất bản 7 cuốn binh thư trên. Bác sĩ võ học Hà Khứ Phi cũng tham gia vào công trình này. Công việc hiệu đính được tiến hành trong 3 năm, đến mùa đông năm Nguyên Phong thứ 6 (1083) mới hoàn tất các công tác chuẩn bị in ấn. Sau khi được ban hành, nó đã trở thành giáo trình cơ bản được sử dụng trong các trường học quân sự và trong thi tuyển võ cử (võ cử: người trúng tuyển trong các kỳ thi võ khoa) từ đời Tống trở về sau. Triều Nam Tống quy định, các học trò trong trường học quân sự (Võ học) đều phải học tập binh pháp. Hoàng đế khai quốc triều Minh là Chu Nguyên Chương từng ra lệnh cho bộ Binh khắc in  Võ kinh thất thư phân phát cho các quan lại liên quan, các tướng lĩnh cao cấp và con cháu của họ.
Tuy các tác phẩm thuộc Vũ kinh thất thư là không thay đổi kể từ đời Tống nhưng nội dung của từng tác phẩm lại được biên soạn và bổ sung theo thời gian, ví dụ vào năm 1972 với việc người ta tìm ra bộ thẻ tre Ngân Tước sơn, Tôn Tử binh pháp đã được bổ sung thêm 5 chương mới trước đó chưa từng được biết tới.

## Trình tự sắp xếp
Trình tự sắp xếp trong Võ kinh thất thư được xác lập bởi Tư nghiệp Quốc Tử giám Chu Phục trong quá trình hiệu đính tập sách. Các cuốn binh thư được sắp xếp theo trình tự như sau:
1. Binh pháp Tôn Tử
2. Binh pháp Ngô Tử
3. Tư Mã pháp
4. Lý Vệ Công vấn đối
5. Úy Liễu Tử
6. Tam lược
7. Lục thao

Đến thời Nam Tống, trật tự trên bắt đầu bị xáo trộn. Trong bản Vũ kinh thất thư in dưới thời Tống Hiếu Tông, trật tự trên bị đổi thành:
1. Binh pháp Tôn Tử
2. Binh pháp Ngô Tử
3. Tư Mã pháp
4. Lục thao
5. Úy Liễu Tử
6. Tam lược
7. Lý Vệ Công vấn đối

Bản in Võ kinh thất thư sớm nhất còn tồn tại đến ngày nay, hiện được lưu trữ tại thư viện Seikado (Tĩnh Gia đường văn khố) tại Nhật Bản là bản in dưới thời Tống Hiếu Tông-Tống Quang Tông thuộc Nam Tống, lại đặt Lục thao lên trước Binh pháp Tôn Tử. Đến đời nhà Thanh, trong bản Võ kinh trực giải, Lưu Dần lại khôi phục lại trật tự của Chu Phục, đặt binh thư của Tôn, Ngô lên đầu và trả Lục thao xuống cuối cùng. Về sau, tuy vẫn xuất hiện nhiều thay đổi trong trật tự sắp xếp, nhưng vị tri đứng đầu của Binh pháp Tôn Tử và Binh pháp Ngô Tử cơ bản không hề thay đổi, chỉ có những tác phẩm binh thư xếp sau có sự hoán đổi vị trí mà thôi.

## Các bản chú giải
Sau khi Võ kinh thất thư ban hành, đã thu hút được sự chú ý của đông đảo dân chúng, bởi vậy, các nhà bình chú cũng đua nhau xuất hiện, trước sau đã xuất hiện đến vài chục bản chú thích. Bản dịch sớm nhất còn lưu truyền đến ngày nay là Võ kinh thất thư giảng nghĩa của Thi Tử Mỹ đời nhà Tống, mang ý nghĩa khởi đầu cho các nhà chú giải đời sau. Bản Võ kinh thất thư trực giải của Lưu Dần đời nhà Minh do  chú sớ tường tận, dẫn chứng xác đáng, nên được người đời sau xem trọng nhất. Ngoài ra còn có Võ kinh khai tông của Hoàng Hiến Thần, Võ kinh thất thư lối giải của Chu Đường đời nhà Thanh, Võ kinh thất thư toàn giải của Đinh Hồng Chương cũng thuộc đời nhà Thanh. Những cuốn sách chú giải này đã có tác dụng tích cực trong việc nghiên cứu và học tập Võ kinh thất thư 
Võ kinh thất thư giảng nghĩa của Thi Tử Mỹ đời Tống đã coi 7 tác phẩm binh thư là một chỉnh thể để tiến hành chú thích một cách thống nhất. Các bản chú thích xuất hiện sau đó đều học tập theo mô thức này. Bản chú giải của Thi Tử Mỹ vừa có kiến giải riêng của tác giả, lại viện dẫn rất nhiều sử, truyện làm luận chứng, nội dung phong phú, rất giàu sức thuyết phục. Trong những tác phẩm chú giải xuất hiện sau, nổi bật nhất là Võ kinh thất thư trực giải của Lưu Dần. Bản chú giải này dễ hiểu, ngôn từ giản dị nhưng ý tứ sâu sắc, kết hợp giữa chú thích từ ngữ và giải thích nghĩa lý, đôi chỗ dùng thực tế lịch sử làm dẫn chứng tham khảo, đây chính là bản chú giải xuất sắc nhất. Phong trào chú giải Võ kinh thất thư rất thịnh hành trong giới học giả, du sĩ đời Minh, Thanh, nhưng rất ít sáng kiến, đều không vượt qua được Võ kinh thất thư trực giải.